# Hanneke van Parreren

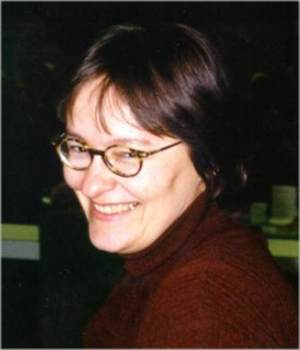
Hanneke van Parreren (foto: Dimitri)

Hanneke van Parreren (1 september 1953) is een Nederlandse schaakster. Ze is een FIDE meester.

- In 1985 was ze kampioene van Nederland bij het damesschaak.
- In 1998 nam Hanneke deel aan het Roskilde open toernooi in Denemarken en eindigde daar in de middenmoot.

Ze is de partner van Paul van der Sterren.
Hanneke van Parreren is de dochter van de psycholoog Carel van Parreren.